# Weingarten (Mitterfels)
Weingarten ist ein Dorf im niederbayerischen Landkreis Straubing-Bogen und ein Ortsteil des Marktes Mitterfels. Nach dem Ort Mitterfels und Scheibelsgrub ist Weingarten der drittgrößte Ortsteil des Marktes Mitterfels.
Das Dorf liegt circa zwei Kilometer südwestlich von Mitterfels und südöstlich der Staatsstraße 2140 auf einem Höhenrücken zwischen Mehnach und Kinsach.

## Einwohnerentwicklung
| Jahr      | 1832 | 1838 | 1860 | 1871 | 1875 | 1885 | 1900 | 1916 | 1925 | 1950 | 1961 | 1970 | 1987 |
| --------- | ---- | ---- | ---- | ---- | ---- | ---- | ---- | ---- | ---- | ---- | ---- | ---- | ---- |
| Einwohner | 40   | 56   | 52   | 60   | 61   | 51   | 50   | 45   | 44   | 57   | 58   | 61   | 55   |

## Namensherkunft
Die Landtafeln von Apian  belegen einen weit verbreiteten Weinanbau am linken Donauufer im Raum Straubing/Bogen. Der Weinbau schob sich auch etwas in den Vorwald des Bayerischen Waldes, auch bei Mitterfels. In Weingarten bei Mitterfels besaß das Kloster Oberalteich einen Hof, womit die Entstehung des Ortsnamens zu erklären sein sollte.

## Natur- und Landschaftsschutz
Weingarten liegt im Landschaftsschutzgebiet Bayerischer Wald.